# Levitating
〈Levitating〉은 두아 리파의 노래이다. 두 번째 정규 앨범 《Future Nostalgia》의 싱글이다. 빌보드 핫 100 2위와 영국 싱글 차트 5위를 한 곡이다. 영국 축음기 협회(BPI) 인증 플래티넘, 미국 음반 산업 협회(RIAA) 인증 더블 플래티넘 등급을 받은 곡이다.
2020년 8월 31일 가수 마돈나와 래퍼 미시 엘리엇의 피처링이 추가된 리믹스 버전이 발매되었다. 2020년 10월 1일 래퍼 다베이비의 피처링이 추가된 리믹스 버전이 발매되었다.